# کردک
گردک (ساوه)، روستایی از توابع بخش نوبران شهرستان ساوه در استان مرکزی ایران است.
این روستا آب و هوای عالی و طبیعتی بی نظیر دارد.

## جمعیت
این روستا در دهستان بیات قرار دارد و براساس سرشماری مرکز آمار ایران در سال ۱۳۸۵، جمعیت آن ۲۴۷ نفر (۷۳خانوار) بوده‌است.